# Approved By
Approved By är Chickenpox' tredje och sista studioalbum, utgivet 2001 på Burning Heart Records.

## Låtlista
Alla låtar är skrivna av Chickenpox.
1. "Elevator"
2. "She Comes Smiling"
3. "Watcha Gonna Do About It"
4. "Things That Belong to Us"
5. "Who Is She Dancing with Now"
6. "The Tale"
7. "9 Times Out of 10"
8. "Haunted"
9. "Stuck"
10. "Too Hard"
11. "What Would You Do?"
12. "Black Box"

## Personal
- Mattias Ekberg - trumpet
- Joakim Lilja - saxofon
- Chris Maluszynski - foto
- Magnus Nilsson - bas
- Staffan Palmberg - trombon, sång, bakgrundssång
- Tobias Palmér - "scratches"
- Peter Swedenhammar - artwork
- Per Törnquist - keyboards, gitarr
- Max B Uvebrandt - gitarr, såmg, bakgrundssång
- Jörgen Wärnström - producent, inspelning, tekniker

### Fotnoter
1. 1 2  ”Approved By”. Discogs.com. http://www.discogs.com/Chickenpox-Approved-By/release/1402279. Läst 14 april 2012.